# Блек Дајмонд (Флорида)
Блек Дајмонд (енгл. Black Diamond) насељено је место без административног статуса у америчкој савезној држави Флорида.

## Демографија
По попису из 2010. године број становника је 1.101, што је 407 (58,6%) становника више него 2000. године.
| Група             | 2000.       | 2010.       |
| Белци             | 646 (93,1%) | 970 (88,1%) |
| Афроамериканци    | 5 (0,7%)    | 16 (1,5%)   |
| Азијати           | 32 (4,6%)   | 86 (7,8%)   |
| Хиспаноамериканци | 7 (1,0%)    | 20 (1,8%)   |
| Укупно            | 694         | 1.101       |